# پوپگریگورووو
پوپگریگورووو (به بلغاری: Popgrigorovo) یک منطقهٔ مسکونی در بلغارستان است که در شهرستان دوبریچکا واقع شده‌است.